# Megan Bayne
Megan Doheny (Los Ángeles 1 de junio de 1998), conocida por su nombre en el ring Megan Bayne, es una luchadora profesional estadounidense. Está contratada por All Elite Wrestling (AEW). También hace apariciones en el circuito independiente de los Estados Unidos., principalmente para Game Changer Wrestling (GCW) y House of Glory (HOG), donde es la actual Campeona Femenina de HOG en su primer reinado.
Descrita como una de las mejores luchadoras independientes de los EE. UU., es mejor conocida por su paso por Ohio Valley Wrestling (OVW), donde lanzó su carrera de lucha libre en 2017 y ganó el Campeonato Femenino de OVW de 2019. También ha logrado el éxito en la lucha libre profesional japonesa a través de su trabajo en la promoción de lucha libre femenina World Wonder Ring Stardom.

## Carrera en la lucha libre profesional

### Inicios de carrera y circuito independiente (2017-presente)
Hizo su debut en la lucha libre profesional en Ohio Valley Wrestling en noviembre de 2017. Trabajó para OVW hasta 2023, ganando el Campeonato Femenino de OVW una vez. Ella perdió el título ante Max the Impaler en OVW TV #1055 el 29 de octubre de 2019. Debido a que OVW tenía asociaciones de desarrollo con Impact Wrestling, Doheny compitió en Impact Wrestling/OVW Outbreak el 21 de febrero de 2020, donde desafió sin éxito a Jessicka Havok, Jordynne Grace y Kiera Hogan en una lucha de cuatro vías. Bayne apareció esporádicamente para All Elite Wrestling de 2021 a 2023, principalmente en Dark y Elevation.
También trabajó en la escena independiente estadounidense. El 31 de julio de 2021, durante el sexto ECWA Women's Super 8 Tournament, derrotó a Ashley D'Amboise para ganar el torneo en la final.

### World Wonder Ring Stardom (2023-2024)

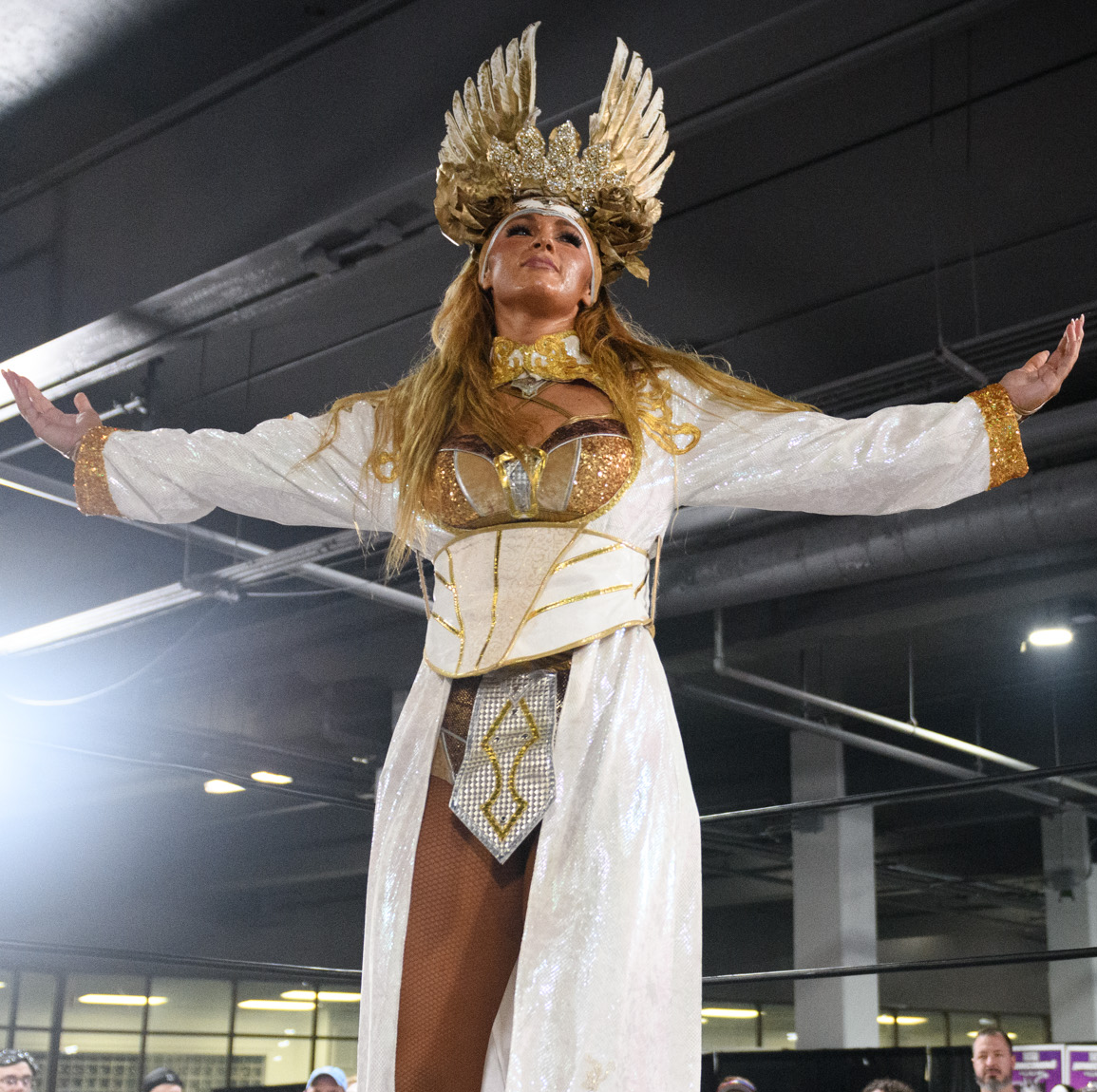
Bayne con su atuendo de entrada en 2024.

Hizo su debut en World Wonder Ring Stardom en la primera noche del Stardom 5 Star Grand Prix 2023 del 23 de julio, al atacar a Tam Nakano y exigir una lucha por el Campeonato Mundial de Stardom. Tuvo su primer combate en la segunda noche del torneo del 29 de julio, donde formó equipo con Mei Seira y Suzu Suzuki para derrotar a Stars (Mayu Iwatani, Koguma y Saya Iida) en un combate en equipos de seis mujeres.
El 13 de agosto de 2023, en Stardom x Stardom: Osaka Summer Team, retó sin éxito a Nakano por el cinturón. Debido a que desarrolló química frecuentemente con Suzu Suzuki y Maika a lo largo del tiempo, lanzó un desafío para Baribari Bombers (Giulia, Mai Sakurai y Thekla) en Stardom Nagoya Golden Fight 2023 el 9 de octubre, perdiendo el combate en el proceso.
Del 15 de octubre al 12 de noviembre, Doheny y Maika, conocidas juntas como Divine Kingdom, compitieron en la Goddesses of Stardom Tag League 2023. Ganaron el torneo al derrotar a Crazy Star (Mei Seira y Suzu Suzuki) en la final.

### All Elite Wrestling (2025-presente)
En el episodio especial del 15 de enero de 2025 de Dynamite llamado Maximum Carnage, hizo su debut televisivo en AEW participando en el Casino Gauntlet match femenino, que fue ganado por Toni Storm. El 1 de febrero, el presidente de AEW, Tony Khan, anunció que Bayne había firmado oficialmente con la promoción. En el episodio del 8 de febrero de Collision, Bayne atacó a Thunder Rosa después de que Rosa derrotara a Penelope Ford. Más tarde, Bayne formó una alianza con Ford y el dúo derrotó a Rosa y Kris Statlander en el episodio del 5 de marzo de Dynamite. El 6 de abril en Dynasty, Bayne desafió sin éxito a Toni Storm por el Campeonato Mundial Femenino de AEW.

## Estilo y personaje de lucha libre
Bayne utiliza el Tombstone Piledriver como parte de su arsenal. Anunciada como proveniente de Tesalónica, su atuendo en el ring es el de una diosa griega.

## Campeonatos y logros
- East Coast Wrestling Association
  - Women's Super 8 Tournament (2021)[9]
- House of Glory
  - HOG Women's Championship (1 vez, actual)
- Immortal Championship Wrestling
  - ICW Women's Championship (1 vez)
- Ohio Valley Wrestling
  - OVW Women's Championship (1 vez) [24]
- Pro Wrestling Illustrated
  - Puesto número 120 entre las 150 mejores luchadoras individuales femeninas en el PWI Women's 150 en 2021[25]
  - Puesto número 139 entre los 500 mejores luchadores individuales en el PWI 500 en 2024[26]
- World Wonder Ring Stardom
  - Goddesses of Stardom Tag League (2023) - con Maika[15][16]